# Paul Claasen
Paul Claasen (* 19. April 1891 in Solingen; † ca. 1986) war ein deutscher Kommunist und Widerstandskämpfer gegen den Nationalsozialismus.
Paul Claasen stammte aus einem sozialdemokratischen Elternhaus und machte eine Lehre als Feilenhauer. Er wurde Mitglied im Metallarbeiterverband, der SPD, engagierte sich im Arbeiterturnverein und war Mitbegründer des ersten Arbeiterschwimmvereins in Solingen. Mit 21 heiratete er – er wurde Vater von zwei Kindern – und war ab 1913 bis Kriegsende als Soldat eingezogen.
Nach dem Ende des Ersten Weltkriegs war Claasen einer der Begründer des Spartakusbundes in Solingen und trat sofort ihrer Gründung 1919 in die KPD ein. Im März 1920 kämpfte er in den Reihen der Roten Ruhrarmee. Seit einem Streik stand Claasen auf einer „schwarzen Liste“ der Unternehmer in Solingen, so dass er keine Arbeit bekam. Da er seit Jahren aktiv im Arbeitersport engagiert war, wurde er zum Bauleiter eines neuen Strandbads und zum Geschäftsführer des Arbeiterschwimmvereins in Solingen ernannt.
Bis 1933 gehörte Claasen zu einem militanten Kreis von Kommunisten, die gegen Streikbrecher angingen, Sprengstoffanschläge bei Streikauseinandersetzungen verübten, Wahlveranstaltungen mit Waffen schützten und Propagandaaktionen durchführten. Nach dem Reichstagsbrand im Februar 1933 tauchte er unter und arbeitete im illegalen Widerstand der Gewerkschaften. Im Mai 1935 wurde er in Duisburg verhaftet und gefoltert. Erst Wochen später gelang es, seine wahre Identität zu entdecken. Nach achtmonatiger Untersuchungshaft wurde er im Februar 1936 vom Volksgerichtshof in Essen zu zehn Jahren Zuchthaus verurteilt. Bis 1943 war er im Zuchthaus Münster inhaftiert und wurde dann in das KZ Mauthausen deportiert. Nach eigenen Aussagen überlebte er durch die Hilfe eines tschechischen Arztes, der ihn in der Infektionsbaracke der Paratyphuskranken als Hilfssanitäter einsetzte und ihn so vor dem Zugriff der SS schützte. Claasen wurde am 6. Mai 1945 im Mauthausen-Außenlager Ebensee von der US-amerikanischen Armee befreit. Zu Fuß kehrte er gemeinsam mit seinem Freund Fritz Faeskorn nach Solingen zurück.
1949 erhielt Paul Claasen eine Haftentschädigung, von der er gemeinsam mit dem ehemaligen Spanienkämpfer Edmund Boes ein Transportgeschäft eröffnete. Er wurde 95 Jahre alt.